# Illa de Ré

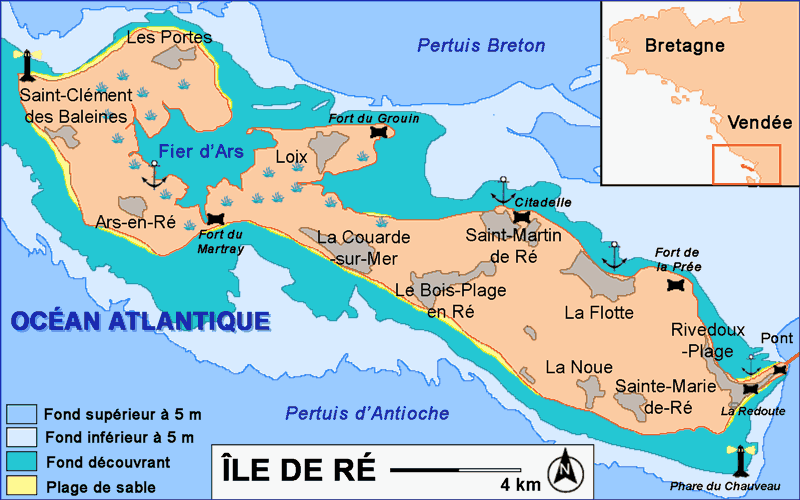
Mapa de l'illa de Ré

Escut de l'Illa de Ré

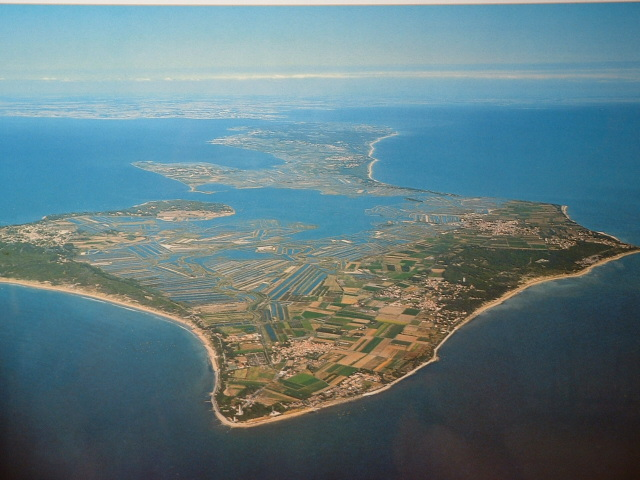
Vista des del cel

L'Illa de Ré (coneguda antigament com a Illa de Rhé) o Ré la blanche (francès Île de Ré, saintongès Ile de Rét), és una illa costanera francesa situada a l'oceà Atlàntic enfront de La Rochelle, al departament de Charanta Marítima, separada del continent al nord pel Pertuis Bretó i l'Illa d'Oléron, i al sud pel Pertuis d'Antioquia.
L'illa té 30 km de llarg i 5 km d'ample de superfície plana i està connectada amb el continent per un pont de 2,9 km de llarg acabat el 1988.

## Administració
Administrativament és part del departament de Charente Marítim a la regió de Poitou-Charentes. Està dividida en 10 comunes (d'est a oest): Rivedoux-Plage, La Flotte, Sainte-Marie-de-Ré, Saint-Martin-de-Ré, Le Bois-Plage-en-Ré, La Couarde-sur-Mer, Loix, Ars-en-Ré, Saint-Clément-des-Baleines i Les Portes-en-Ré.

## Demografia
| Evolució de la població |      |      |        |      |      |      |      |        |
| 1793                    | 1800 | 1806 | 1821   | 1831 | 1836 | 1841 | 1846 | 1851   |
| -                       | -    | -    | 16.728 | -    | -    | -    | -    | 17.658 |

| 1856 | 1861 | 1866 | 1872 | 1876   | 1881 | 1886 | 1891 | 1896 |
| ---- | ---- | ---- | ---- | ------ | ---- | ---- | ---- | ---- |
| -    | -    | -    | -    | 15.609 | -    | -    | -    | -    |

| 1901   | 1906 | 1911 | 1921 | 1926 | 1931 | 1936 | 1946  | 1954 |
| ------ | ---- | ---- | ---- | ---- | ---- | ---- | ----- | ---- |
| 14.232 | -    | -    | -    | -    | -    | -    | 7.908 | -    |

| 1962 | 1968  | 1975 | 1982   | 1990 | 1999   | 2006 | 2011 | 2016 |
| ---- | ----- | ---- | ------ | ---- | ------ | ---- | ---- | ---- |
| -    | 9.967 | -    | 11.360 | -    | 16.499 | -    | -    | -    |

| 2019 | - | - | - | - | - | - | - | - |
| ---- | - | - | - | - | - | - | - | - |
| -    | - | - | - | - | - | - | - | - |

## Història

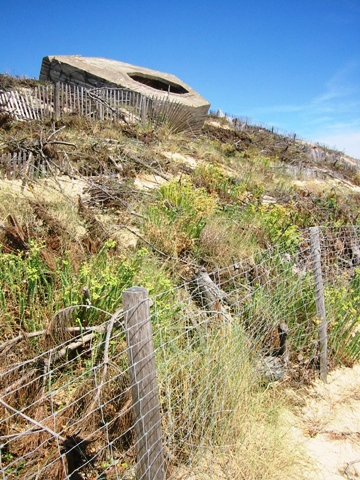
Un búnquer alemany a les platges de l'illa

Durant l'època romana, l'Illa de Ré era un arxipèlag conformat per tres illes petites. L'espai entre aquestes s'ha anat omplint progressivament, per una combinació d'activitat humana (camps de sal guanyats al mar) i sedimentació.
En 1627, una força anglesa d'invasió comandada per George Villiers, primer duc de Buckingham, va atacar l'illa per rellevar el setge de La Rochelle. Després de tres mesos de combats i de llocs, el duc va ser derrotat i es va veure obligat a retirar-se.
El port principal, Saint-Martin-de-Ré, va ser fortificat per Sébastien Le Prestre de Vauban en 1681, i utilitzat més endavant com una presó a la manera dels assentaments penals de Nova Caledònia i Guaiana Francesa.
Durant la Segona Guerra Mundial, les platges de l'illa van ser fortificades per les forces alemanyes amb búnquers, per a bloquejar una possible invasió marítima, dins de la cadena de punts de reforç que va ser el Mur Atlàntic. Molts dels búnquers segueixen sent visibles, en estat més o menys abandonats. Diverses escenes de la pel·lícula El dia més llarg van ser filmades a les platges de l'Illa de Ré.

## Vida a l'illa

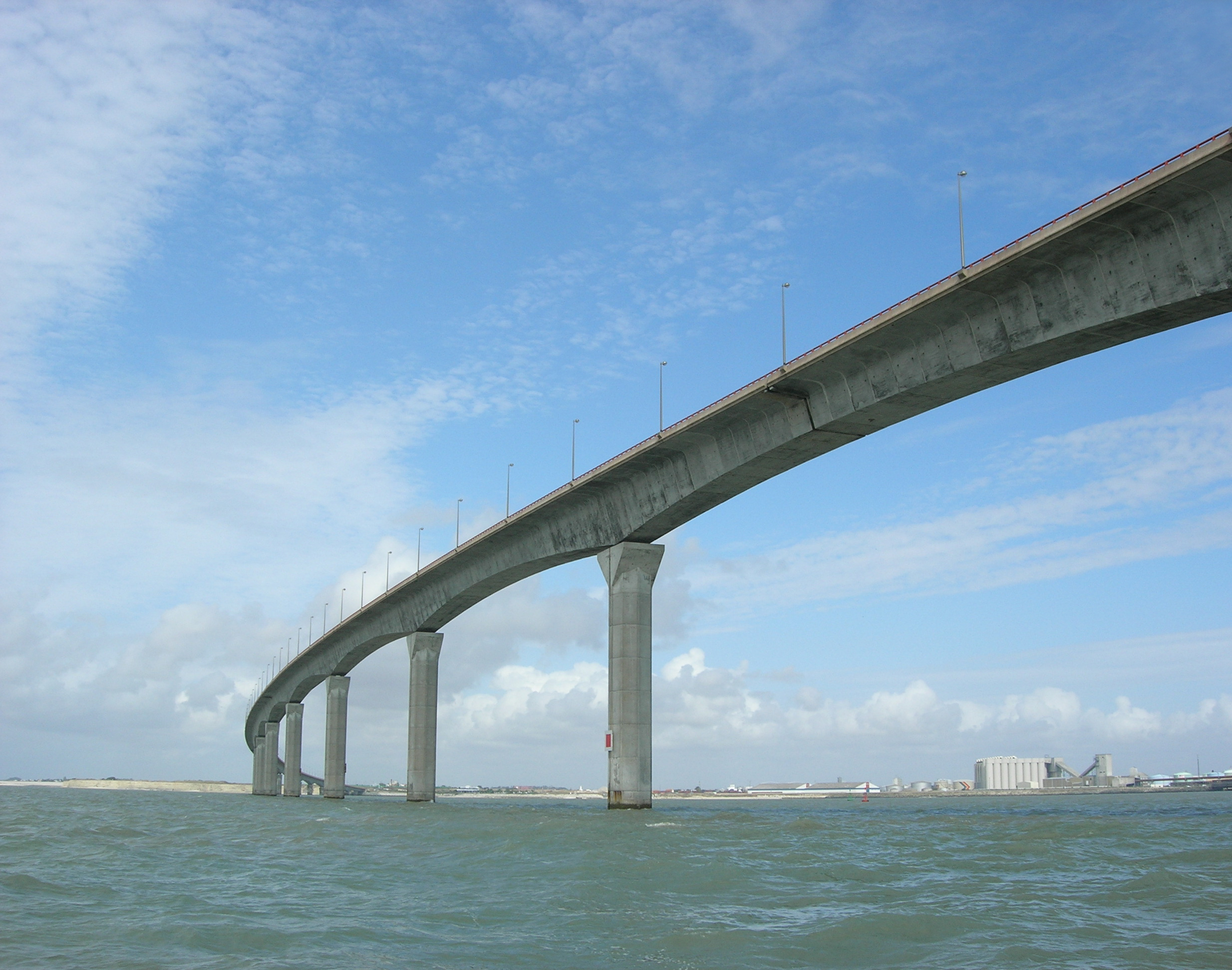
Pont que connecta l'illa amb el continent.

La zona és una destinació turística prou destacada. Té aproximadament les mateixes hores de sol que la Costa Blava. A l'illa es nota constantment una brisa lleugera, i la temperatura de l'aigua sol ser fresca. Està envoltada de platges sorrenques lleugerament inclinades.
La població varia enormement. A l'hivern sol haver-hi unes 16.000 persones, però a l'estiu aquesta xifra es dispara arribant a les 160.000. L'illa està coberta de vies per a bicicletes, la qual cosa demostra que els residents rares vegades utilitzen el cotxe per als seus desplaçaments. A l'illa hi abunden càmpings i hotels, així com els grans supermercats i tota mena d'instal·lacions d'oci. Té una població flotant que només està allí el temps que duren les seves vacances.
La vida nocturna consisteix a anar a Saint-Martin, el port principal, o a la Flotte, i caminar al llarg dels molls i el port o al voltant de les tendes, que tanquen molt tard. Els restaurants són molt abundants i l'illa és una destinació popular per anar de compres.
Una de les celebritats nascuda a l'illa és Lionel Jospin, primer ministre de França des de 1997 fins a 2002, i al que es veu regularment passant-hi les seves vacances.
Hi ha disponibilitat d'ostres i peix fresc. També una tradició segons la qual els pescadors, en tornar de la pesca, venen una petita quantitat de la seva part directament als molls per poder comprar-se una beguda. Els mercats estan oberts diàriament a les ciutats principals.

## Agermanaments
- Philippsburg (Baden-Württemberg)

## Galeria d'imatges

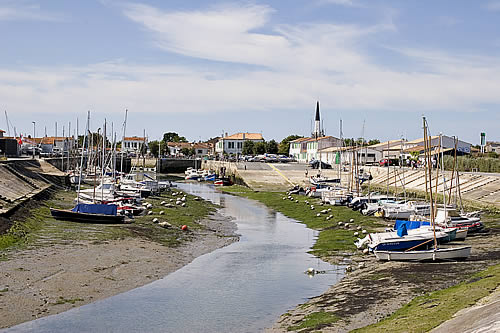
Ars-en-Ré
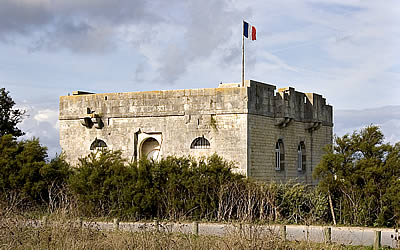
Fort de Grouin (Loix)
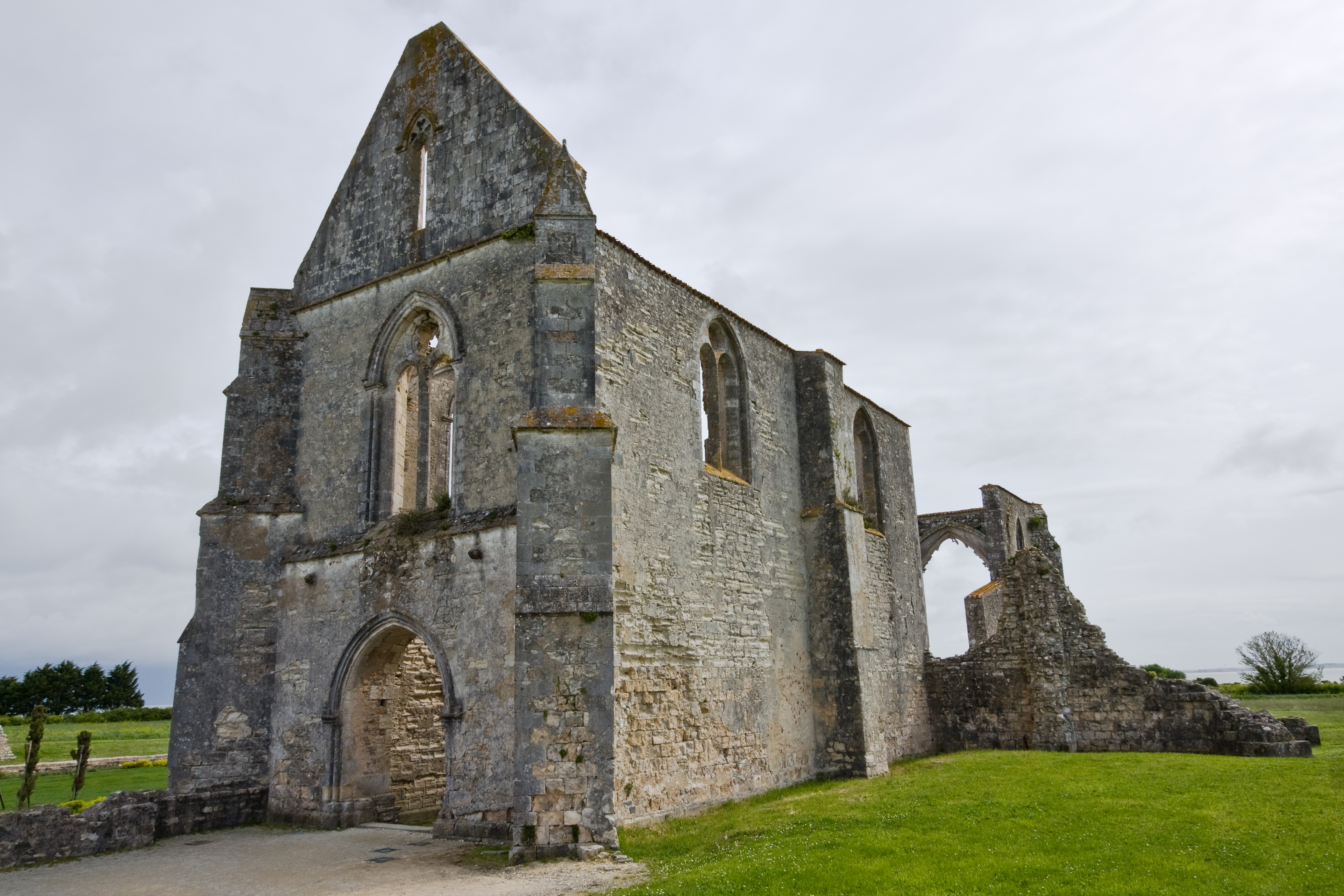
Abadia Nôtre-Dame de Ré
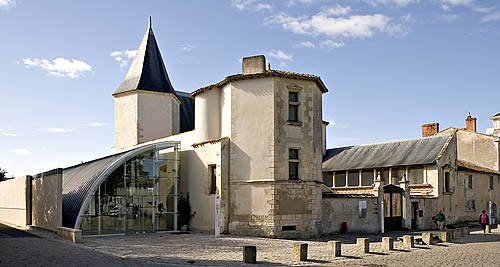
L'hotel de Clerjotte - Museu Ernest Cognacq
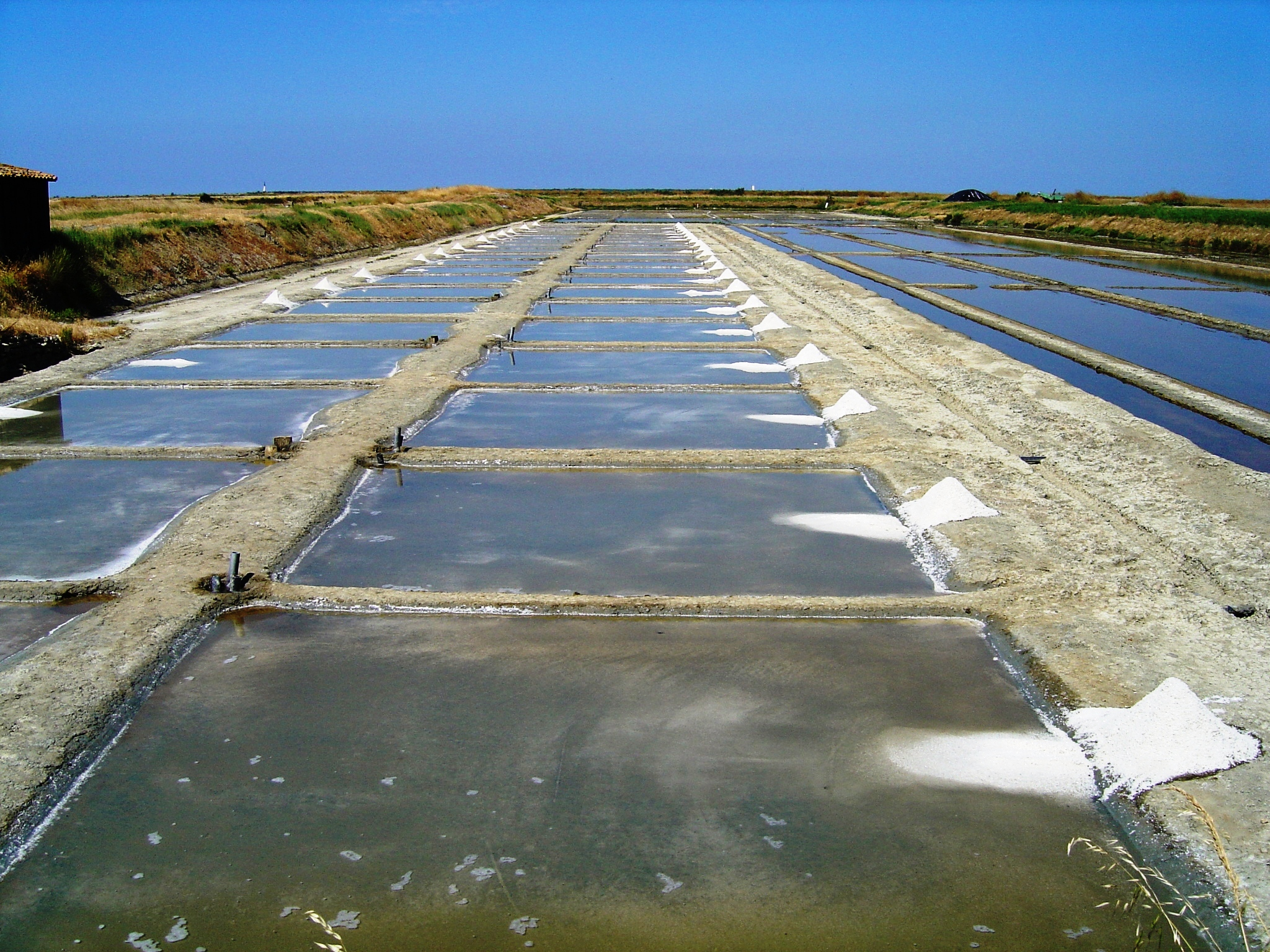
Explotacions de sal